# Stefan Gölles
Stefan Gölles (* 4. Oktober 1991) ist ein österreichischer Fußballspieler.

## Karriere
Gölles begann seine Vereinskarriere im Sommer 1998 beim SV Pischelsdorf. Um das Jahr 2005 kam er in das College Weiz und spielte nebenbei bei seinem Stammverein. Die Saison 2006/07 verbrachte er im Nachwuchsbereich des USC Großwilfersdorf. Nach seiner Rückkehr rückte er in den Kader der Kampfmannschaft von Pischelsdorf auf, kam aber 2007/08 auch noch zu einigen Einsätzen im Nachwuchs.
Im Jänner 2014 wechselte er zum Landesligisten SC Weiz. Mit den Weizern konnte er zu Saisonende in die Regionalliga aufsteigen. Sein Debüt in der Regionalliga gab er im August 2014, als er am ersten Spieltag der Saison 2014/15 gegen den USV Allerheiligen in der Startelf stand.
Nach über 50 Spielen für Weiz wechselte er zur Saison 2016/17 zum Ligakonkurrenten TSV Hartberg. Mit den Hartbergern konnte er zu Saisonende als Meister der Regionalliga Mitte in den Profifußball aufsteigen.
Sein Debüt in der zweiten Liga gab er im Juli 2017, als er am ersten Spieltag der Saison 2017/18 gegen die WSG Wattens in der Startelf stand. Mit den Hartbergern konnte er zu Saisonende in die Bundesliga aufsteigen.
Zur Saison 2018/19 wechselte er zum Wolfsberger AC, bei dem er einen bis Juni 2019 laufenden Vertrag erhielt. In zwei Spielzeiten bei den Kärntnern kam er zu 16 Einsätzen in der Bundesliga, in denen er ein Tor erzielte. Zur Saison 2020/21 kehrte er zum Ligakonkurrenten Hartberg zurück, bei dem er einen bis Juni 2022 laufenden Vertrag erhielt. Für die Hartberger absolvierte er in der Saison 2020/21 elf Bundesligapartien.
Zur Saison 2021/22 wechselte er leihweise zum Zweitligisten SV Lafnitz. Während der Leihe kam er zu 25 Zweitligaeinsätzen und kam auf sechs Saisontore. Im Mai 2022 wurde er dann fest verpflichtet und erhielt einen bis Juni 2023 laufenden Vertrag. In der Saison 2022/23 kam er zu 22 Zweitligaeinsätzen. Zur Saison 2023/24 wechselte er zum viertklassigen Ilzer SV.
In der Saison 2023/24 war Gölles, der im August 2024 die ÖFB-D-Trainerlizenz erlangte, als Trainer im Nachwuchsbereich SV Sinabelkirchen tätig.